# مالكوم كيرك
مالكوم كيرك (بالإنجليزية: Malcolm Kirk)‏ هو مصارع محترف بريطاني، ولد في 18 ديسمبر 1936 في Featherstone ‏ في المملكة المتحدة، وتوفي في 24 أغسطس 1987 في يرموث الكبرى ‏ في المملكة المتحدة.

## وصلات خارجية
- مالكوم كيرك على موقع CageMatch worker (الإنجليزية)
- مالكوم كيرك على موقع عالم المصارعة على الإنترنت (الإنجليزية)
- مالكوم كيرك على موقع عالم المصارعة على الإنترنت (الإنجليزية)

- مالكوم كيرك على موقع IMDb (الإنجليزية)
- مالكوم كيرك على موقع قاعدة بيانات الفيلم (الإنجليزية)